# Antonio Alonso Ríos
Antonio Hipólito Alonso Ríos (Silleda, 15 d'agost de 1887 - 1980) fou un mestre, escriptor i polític de tendència agrarista i galleguista que va presidir el Consell de Galícia després de la mort de Castelao. Durant els tres anys que va durar la Guerra Civil es va fer passar per captaire, amb el nom de "Siñor Afranio", treballant en la recollida de les collites i sent criat. Va aconseguir sobreviure al mateix temps que va ser veient com els seus amics i companys van ser capturats, torturats i assassinats.

## Biografia
El seu pare, Manuel Alonso, era calderer, pel que recorria els llogarets de Galícia de fira en fira oferint els seus serveis. Fins que un dia va arribar a la festa de Silleda i va conèixer a Matilde Ríos, de qui es va enamorar i posteriorment va casar. Amb el temps posarien en el món a dotze fills: set homes i cinc dones. Manuel Alonso va haver de deixar el seu antic ofici per a posar una botiga d'ultramarins, i poc més tard va obrir dues botigues d'ultramarins més a Silleda, on el jove Antonio Alonso Ríos va treballar com ajudant en el despatx dels negocis. Gràcies a l'ajuda de Vicente Fraiz Andión, director de l'Escola Normal de Santiago de Compostel·la, Antonio va cursar a Santiago la carrera de Magisteri. El 1906 va acabar els estudis i va ser nomenat professor auxiliar de l'Escola Normal.
Per raons de salut va tornar a Silleda on es va dedicar a treballar la terra. Al maig de 1908 va imitar a alguns germans i va emigrar a l'Argentina, embarcant-se com a polissó. D'aquí va passar a exercir el magisteri en altres escoles de la província de Mendoza. Posteriorment, va tornar a Buenos Aires on va exercir com a director d'escola i de 1913 a 1920 de professor d'Història a l'Institut Politècnic. La seva preocupació política i social havia anat creixent, de manera que el 1909 va col·laborar en la fundació de Societat Fills de Silleda, entitat que tenia com fi primordial la creació d'escoles. Alonso Ríos va fer visible ja la seva preocupació per la qualitat de l'ensenyament en les escoles creades pels emigrants, i va defensar la idea que aquests centres funcionessin en un règim de federació sota programes comuns amb professorat escollit. Alonso Ríos es va casar aviat amb Oliva Rodríguez, amb qui va tenir quatre fills: Oliva, Chamor, Ombú i Cèltic. Des de 1919 a 1931 Alonso Ríos va dur la gerència de la Societat Científica Argentina, mentre que en les estones lliures va cursar estudis a la facultat de Filosofia de Buenos Aires.
El 24 de setembre de 1921 es va convocar a Buenos Aires el congrés fundacional de la Federació de Societats Gallegues Agràries i Culturals. Aquest dia es van ajuntar dotze societats gallegues al carrer Bolívar 655 de la Capital Federal. La Societat de Silleda, dirigida per Alonso Ríos, i la de Ponteareas, dirigida pel socialista Ánxel Martínez Castro, van prendre les regnes de la Federació. En acabar el congrés Martínez Castro va ser escollit secretari general i Alonso Ríos director del periòdic Despertar Gallego, que començaria a editar-se a partir de l'1 de gener de 1922. A l'interior de la Federació convivien dos corrents majoritàries. D'una banda, el sector vinculat al Partit Socialista (Martínez Castro) i per l'altra, els galleguistes, on hi havia Alonso Ríos, Ramón Suárez Picallo i Eduardo Blanco Amor, entre d'altres. La Federació va girar cap a posicions galleguistes i amb la proclamació de la República a Espanya en 1931, va participar en la fundació de l'ORGA. Així mateix va decidir enviar Suárez Picallo i Alonso Ríos perquè els representés a Galícia. Al juny de 1931 Alonso Ríos va ser escollit unànimement president de l'Assemblea Republicana de La Corunya, convocada per la Federació Republicana Gallega, per a l'estudi de l'avantprojecte de l'Estatut d'autonomia de Galícia. Alonso Ríos també va aprofitar per a fer escala a Barcelona per a entrevistar-se amb Macià, i de tornada a Galícia, va fer escala a Madrid, on va tenir una forta topada amb Santiago Casares Quiroga, a qui li fa arribar les opinions de l'emigració, posant l'accent en els "drets nacionals" de Galícia. En no sortir elegit diputat en 1931 (possiblement a causa de l'incident amb Casares Quiroga) va treballar com a director de l'escola fundada pels emigrants de Tomiño "Aurora del Porvenir".
També va participar en l'organització del moviment agrarista a Pontevedra. Així, el 1936 va ser escollit membre del Consell Directiu Provisional de la Federació Provincial Agrària de Pontevedra, per la qual es va presentar candidat, integrat en la candidatura del Front Popular. Va sortir elegit diputat i es va unir al grup de diputats galleguistes, sotmetent-se a la disciplina del Partit Galeguista. Va desenvolupar una labor intensa en favor de l'aprovació de l'Estatut d'autonomia de Galícia. La notícia de la revolta del 18 de juliol va arribar a Galícia al matí, i a la nit Alonso Ríos va participar en la formació d'un comitè de defensa de la República a Tomiño. Va agrupar guàrdies d'Assalt i els concentrà a Tui, amb el propòsit de lluitar contra els revoltats. Va organitzar la resistència protagonitzant escaramusses a Tui, havent de fugir al final de la localitat. Després de vagar alguns dies per diferents municipis, va trobar acollida, al costat de Guillermo Vicente (alcalde de Tui, en una casa a Torroña, un lloc del municipi d'Oia, on va romandre amagat des del 31 de juliol fins a l'11 d'agost. Pel perill de ser atrapats van decidir anar-se'n alguns dies per a tornar-hi de nou el 14 d'agost, romanent-hi fins al 19 d'agost. Allí s'assabenten que caminen en la seva cerca i que fins i tot que Pablo Bugarín (cacic judicial de Tui) havia promès una recompensa de 50.000 pessetes a qui lliurés (viu o mort) o fes conèixer el lloc on es trobava Alonso Ríos. Després de saber que els estaven trepitjant els talons decideixen tornar a marxar. En aquest punt, Guillermo Vicente es va separar d'Alonso Ríos. No tornarien a veure's.
Alonso Ríos, amb la intenció d'anar a Astúries, encara en mans de la República, camina pel bosc fins que troba un amagatall, quedant-s'hi en ell des del 20 d'agost fins al 3 de setembre. En aquest temps decideix fer-se passar per captaire. Passa per llocs com Gondomar, les Gándaras de Budiño, Salceda de Caselas, As Neves, A Cañiza, Melón… menjant i dormint en posades i demanant almoina en algunes cases. Però va començar a ser-li difícil caminar sense documentació de pobre, ja que en algunes posades no el deixaven entrar i ja l'havien sotmès a algun interrogatori.

### El "siñor Afranio"
Per a poder respondre a les preguntes i no ser descobert va començar a inventar una nova identitat. Es va fer passar per portuguès, Afranio de Amaral, nom d'un naturalista brasiler. Una vegada triat el nom va inventar tot la resta: havia nascut prop de Lisboa, i als cinc anys, juntament amb el seu pare, també dit Afranio, va anar recorrent Portugal demanant almoina. Després van passar a Galícia i després de treballar en diversos llocs, el seu pare va morir quan ell tenia set anys. Es va dedicar a treballar juntament amb un aprenent a La Guardia fins que en una casa de Quiroga en la qual havia fet un arranjament li van agafar de criat. Allí va romandre fins que li va agafar la grip de 1918, després del que va decidir tirar-se al camí a demanar almoina.
El seu poc ofici de pobre i la seva gentilesa va provocar que la gent l'anomenés "Siñor Afranio". Des del 18 al 29 de setembre va estar a Boborás. Després de partir, després de passar per diversos llocs, va ser acollit en una casa a Rois. Allí li van mostrar interès per tenir un patró per a guardar el bestiar i fer d'altres feines. "Afranio", després d'insistir que li havien donat el lloc, va ser acceptat treballant dos dies de prova (1 i 2 d'octubre). Allí va passar nou mesos com criat de la casa. A continuació va passar a treballar en una casa en altra parròquia de Boborás, on va passar un any. Després de dos intents frustrats, va assolir passar a Portugal, on va tractar amb un pastor perquè li fes les gestions per al seu trasllat a Porto. Com que la policia estava altra vegada sobre els seus passos, un home que ja havia ajudat a passar la frontera a altres refugiats es va comprometre a ajudar-lo, ja que el pastor l'hagués entregat als agents d'Oliveira Salazar. Es va amagar en una cova de la Serra da Peneda, ja a Portugal, on va passar un mes. Després d'això va arribar definitivament a Porto on va passar alguns mesos, i després va anar a Lisboa. Va embarcar cap a Casablanca i d'allí a Buenos Aires en el Lipari. A Buenos Aires va ser rebut com un símbol del triomf de la resistència.

### Exili
Una vegada a Amèrica Alonso Ríos va participar del galleguisme de l'exili. En 1944 els únics diputats galleguistes refugiats a Amèrica (és a dir, Alonso Ríos, Castelao, Elpidio Villaverde i Ramón Suárez Picallo) van fundar a Montevideo el Consell de Galícia, la presidència del qual ocupà Castelao i del que Alonso Ríos va ser secretari i, després de la mort de Castelao en 1950, president. També va representar Galícia al Pacte Galeusca de 1944.
Durant els últims anys de la seva vida, Alonso Ríos va continuar participant activament en totes les activitats galleguistes de la col·lectivitat gallega a l'Argentina, fins a la seva mort en 1980.

## Obra
- Noite i Amañecer de Galiza (1942).
- Co pensamento na patria galega (Buenos Aires, 1942).
- Da Saudade, Amor, Arte e Misticismo (1956).
- A cultura Galega na súa dimensión americán (Buenos Aires, 1961).
- Nidia.
- Tratado da Velocidade.
- O siñor Afranio. Ou como me rispei das gadoupas da morte (1979).